# ミュンヘン新芸術家協会
ミュンヘン新芸術家協会（ドイツ語: Neue Künstlervereinigung München、略称 N.K.V.M.）は、1909年に設立された、ミュンヘンを本拠地とする表現主義の芸術家グループ。抽象絵画を生んだヴァシリー・カンディンスキーが初代理事を務め、南ドイツの表現主義芸術運動のひとつである青騎士の母体となった。

## 協会史

### ミュンヘン新芸術家協会に至る構想
ミュンヘン新芸術家協会の前身となったのは、ロシア人女流芸術家のマリアンネ・フォン・ヴェレフキンが1897年に自身の第二の故郷であったミュンヘンのシュヴァービング区で周囲の知人とはじめた聖ルカ信徒会の「バラ色サロン(rosafarbenen Salon)」であった。サロンのメンバーは、自分たちのサロンが伝統的な聖ルカ組合の枠内にあると認識していた。当時すでにマニフェストの表明としての展覧会の開催を計画していた。
ミュンヘン新芸術家協会に関して言えば、アイディアはすでにヴェレフキンのサロンで生まれていた。1908年のクリスマスのことである。ヴェレフキン以外にはアレクセイ・ヤウレンスキー、アドルフ・エルプスレーと作曲家のドクトル・オスカー・ヴィッテンシュタイン（1880 - 1919）が参加して、「新芸術家協会」を設立した。さしあたり、ガブリエレ・ミュンターとヴァシリー・カンディンスキーはこの計画を知らされていなかった。カンディンスキーはのちに、自分のいないところで協会準備のための会合が開かれていたことを知り、怒りをあらわにした。1909年の1月、ミュンヘン新芸術協会の取りまとめ役となることを勧められると、しぶしぶながらもこれを受け入れて怒りを鞘におさめた。

### 協会の設立と参加者、理事
1909年1月22日、協会の設立書が起草された。協会設立当初から参加したのは以下の芸術家であった。
- ヴラディミル・フォン・ベヒテイェフ (Wladimir von Bechtejeff, 1878 - 1971)
- セオドア・アール・バトラー (1861-1936)
- アドルフ・エルプスレー (1881 - 1947)
- レオンハルト・フランク (1882-1961) -文学者
- ドクトル・グスタフ・フライターク (Dr. Gustav Freytag)
- トーマス・フォン・ハルトマン (Thomas von Hartmann, 1885 - 1956)
- アレクセイ・フォン・ヤウレンスキー (1865- 1941)
- ヴァシリー・カンディンスキー(1866-1944)
- アレクサンデル・カノルト (1881 - 1939)
- M. カノルト=ツェレナー (M. Kanoldt-Zerener)
- ヨハンナ・カノルト (Johanna Kanoldt)
- アルフレート・クビン (Alfred Kubin, 1877 - 1959)
- ガブリエレ・ミュンター
- シャルル・パルミー (Charles Palmié, 1863 - 1911)
- フーゴ・シンメル (Hugo Schimmel)
- ハインリヒ・シュナーベル (Dr. Heinrich Schnabel) - 芸術史家
- マリアンネ・フォン・ヴェレフキン (1860 - 1938)
- オスカー・ヴィッテンシュタイン (1880 - 1918)

同年の内に、パウル・バウム (1859-1932)、エルマ・ボッシ(1875-1952）、ピエール・ジリウー（1876-1948}}）、カール・ホーファー (1878-1955)、モイセイ・コーガン(Moissey Kogan,1879 - 1943) と舞踏家のアレクサンデル・ザッハロフ (Alexander Sacharoff, 1886 - 1963) が加わった。一方同年の内にバウム、バトラー、フランク、カノルト・ツェレナー、パルミー、シンメルの6人のメンバーが協会を去った。
役員も決められた。カンディンスキーが理事となり、ヤウレンスキーが副理事に、理事代行にヨハンナ・カノルトが、書記長にドクトル・ヴィッテンシュタインが選ばれ、会計はヨハンナ・カノルトが兼任した。
カンディンスキーはミュンヘン新芸術家協会の会則にみずから「補遺、4平方メートル規定」の章段を加えている。これは、のちの1911年に彼に協会を去る契機をもたらすこととなる。補遺規定の内容は次のようなものであった。「すべて正会員は二作品までは審査会を通すことなしに出展することができる。ただしこれら[二点の絵画作品]の合計サイズが4平方メートル（2メートル掛ける2メートル）を超えない場合に限る。」
5月10日、ミュンヘン新芸術家協会は正式にミュンヘン市の私的協会登記簿に登録された。
1910年、エルプスレーがミュンヘン新芸術家協会の書記に任命された。
ミュンヘン新芸術家協会内の保守勢力の間では、協会への不満が広がっていった。どんどん抽象化するカンディンスキーの絵画作品に対して怒り、彼に対して「現実的で、わかりやすい作品」の制作を求めたのだった。これに対してカンディンスキーは1911年1月、協会トップの座を降りることで応えた。エルプスレーが彼の後任となった。同じ1月中にフランツ・マルクが協会に加入し、第3理事となった。同年2月4日の総会において、ドクトル・ヴィッテンシュタインが副理事に選ばれ、アレクサンデル・カノルトが書記長に、ドクトル・シュナーベルが副書記長に、ヨハンナ・カノルトが会計に再任された。

### 1911年12月2日の「最後の審判」
自身の作品への軽視に怒りを覚えたカンディンスキーとマルクは、ミュンヘン新芸術家協会との間に亀裂を生んでいた。アウグスト・マッケはこれに気付いていた。カンディンスキーはついに、決定的な対立を起こすことを企図して4平方メートルを超えるサイズの抽象画「最後の審判/コンポジション V」を密かに描いた。このカンバスに描かれた油彩画の正確な寸法は190 x 275 cmであった。周知の協会規則に反してカンディンスキーはこの作品を、目前に迫った冬季展覧会の出展審査会に挑発として提出した。カンディンスキーとマルクの計画が実行に移されたのである。「4平方メートルの補遺規定」はカンディンスキー自身が導入したものであることは皆が知っていた。
1911年12月2日、期待していた「騒動」が起こった出展審査会における多数決によって会則どおりカンディンスキーの絵ははじかれたのであった。審査結果を受けカンディンスキーは、ミュンターとマルクとともにミュンヘン新芸術家協会を脱退した。―「抗議」を装ったのである。―しかしその実、カンディンスキーは協会を脱退する機会を図っていたのであった。退会とその後の展望も考えながら、ひと月の間こっそりと準備していた『青騎士』誌編集部展が、ミュンヘン新芸術家協会の第三回展と会期・会場を同じくして1911年12月18日から開催された。
二十余年ののちカンディンスキーは、自身とマルクによる潔いとは言えない協会脱退のたくらみについて初めて口を開いた。
1938年になってもカンディンスキーは、この一件について悪意をもって回想している。カンディンスキーの記憶の中の年号は正確ではないものの、彼は「青の四人」をアメリカに紹介したガルカ・シャイアー（Galka Scheyer, 1889 - 1945）に対して手紙の中で次のように書いている。（※引用文中の小括弧(○○)は引用者による補足、[]は中略箇所）
ヴェレフキン、ヤウレンスキーや残りのミュンヘン新芸術家協会のメンバーたちは、自分たちが裏切られていたことに気付くことはなかった。

## ミュンヘン新芸術家協会の展覧会

### 第一回展―1909年
第一回展は1909年12月1日から15日までの間、ミュンヘンのハインリヒ・タンハオザー現代画廊において開催され、協会のメンバー及びゲストの芸術家合わせて16人による作品128点が飾られた。当時の協会メンバーであったバウム、ベヒテイェフ、ボッシ、エルプスレー、ジリウー、ヤウレンスキー、カンディンスキー、カノルト、コーガン、クビン、ミュンター、ヴェレフキン以外の4人の出展者は、
- エミー・ドレスラー (Emmy Dressler, 1880 - 1962)
- ロベルト・エッケルト (Robert Eckert, 1874 - 1923)
- カール・ホーファー (Karl Hofer, 1878 - 1955)
- カーラ・ポール (Carla Pole, 1883 - 1962)

であった。
この展覧会は当時の地元紙から総じてネガティヴな批評を受けた。ミュンヒナー・ノイエシュテ・ナッハリヒテン紙は次のように書いている。「この協会のメンバーの多数が不治の精神病を患っていたのか、あるいは我々が厚顔な似非紳士の詐欺師どものグループのひとつと関わってしまったのか、いずれにせよ彼らは、我々と同時代人のセンセーションに対する弱さを実によく知っていてそれを試し、その多大なる需要を利用して見せた。」

### 第二回展―1910年
1910年春、ミュンヘン新芸術家協会の芸術家たちは次の展覧会に向けたて新しい活動を活発に始めた。それはあたかも、昨年芳しくない評判を受けた保守的なミュンヘンの芸術界に対して再び挑戦するかのようであった。そのためにエルプスレーは―彼はヴェレフキンの親友で協会の書記であった―パリから援軍としてフォーヴィスムの芸術家を幾人か動員するために、わざわざフランスを査察旅行した。ヤウレンスキーとヴェレフキンの親密な友人であったジリウーはエルプスレーの行脚の水先案内人を務めた。エルプスレーとジリウーの任務は、出展者名簿の拡充が示すように、成功をおさめた。
第二回展は1910年の9月1日から14日の会期で、同じくタンハオザー画廊で行われた。今回の展覧会では、31人の芸術家による115点の作品が展示された。協会メンバーのベヒテイェフ、ボッシ、エルプスレー、ジリウー、ヤウレンスキー、カンディンスキー、カノルト、コーガン、クビン、ミュンター、ヴェレフキン以外の出展者の詳細は、
- ジョルジュ・ブラック
- ダヴィド・ブルリューク
- ウラジーミル・ブルリューク (Wladimir Burljuk, 1886 - 1917)
- ワシリー・デニソフ(1862 - 1922)
- アンドレ・ドラン
- キース・ヴァン・ドンゲン (Kees van Dongen, 1877 - 1968)
- フランシスコ・ドゥリオ (1868 - 1940)
- アンリ・ル・フォーコニエ (1881 - 1946)
- ヘルマン・ハラー (1880 - 1950)
- ベルンハルト・ヘトガー (1874 - 1949)
- オイゲン・フォン・カーラー (Eugen von Kahler, 1882 - 1911)
- アレクサンドル・パヴロヴィチ・モギレフスキー (Alexander Pawlowitsch Mogilewski)
- アドルフ・ニーダー (Adolf Nieder, 1873 - 19??)
- パブロ・ピカソ
- ジョルジュ・ルオー
- エドヴィン・シャルフ (Edwin Scharff, 1887 - 1955)
- セラフィム・スドビニン (1870 - 1944)
- モーリス・ド・ヴラマンク

であった。
今日まで詳らかにされていないことは、なぜよりにもよってヤウレンスキーの友人であるとされているマティスの出展がなかったのか、ということである。またアルプスレーとジリウーは、アンリ・ルソーが協会展に興味を示すことを見越して、彼のアトリエを訪問したが、ルソーはミュンヘンの展覧会参加を断念せざるを得なかった。彼は全ての絵を売って手放してしまっていたからである。
ミュンヘン新芸術家協会の展覧会が開幕すると、新聞からはまた嘲笑をもって迎えられた。「ばかげた展覧会」「おふざけ」「凝縮されたナンセンス[…中略…]未開人のカーニバルからデカダン派洟垂れパリっ子まで」―また、こう言って罵倒された。「協会員の多数及びゲストの芸術家は回復の見込みない気違いであったか、それとももしくは、これは恥知らずの虚勢張りたちのしでかしたことだ。」

### 第三回展―1911年
1911年12月2日の「騒動」のあと、参加者が8人に減って、第三回にして最後のミュンヘン新芸術家協会の共同展覧会が12月18日から翌1912年1月1日までの会期で、タンハオザー画廊にて行われた。忠実に協会に残っていたのは、ベヒテイェフ、結婚したエルマ・バーレラ=ボッシ、エルプスレー、ジリウー、ヤウレンスキー、カノルト、コーガン、そしてヴェレフキンである。彼らは計58点の作品を展示した。
青騎士の名の下、カンディンスキーとマルクは総勢14名の芸術家による独自の並行展覧会を早くも組織し、同じ画廊で開催した。これには43点の作品が展示された。ブルリューク兄弟、カーラーとミュンターが、『青騎士』誌編集部による展覧会に転向した。その他には、アルベルト・ブロッホ、ハインリヒ・カンペンドンク、ロベール・ドローネー、エリザベート・イヴァノヴナ・エプシュタイン、アウグスト・マッケ、フランツ・マルク、ジャン・ブロエ・ニーストル（1884-1942）、ルソー、そしてアルノルト・シェーンベルクが作品を出展した
。

## 「新絵画」の刊行とミュンヘン新芸術家協会の終焉
1912年のオーバーストドルフの避暑から戻ったヴェレフキンとヤウレンスキーは、上品な装丁で刷り上がったミュンヘン新芸術家協会第四回展のための冊子「新絵画(Das Neue Bild)」を受け取った。冊子はテキストと9人の芸術家、ベヒテイェフ、バーレラ・ボッシ、エルプスレー、ジリウー、ヤウレンスキー、カノルト、コーガン、モジレフスキー、そしてヴェレフキンによる挿絵で構成されていた。
ヴェレフキンはこの本のテキストとそれぞれの芸術家の解説文が気に入らず、腹を立てた。ヤウレンスキー、ベヒテイェフ、モジレフスキーは彼女の意見に同調した。この一派と、もう一つの派閥であるエルプスレーの取り巻きとの間には、広範にわたる激情的な書簡の往来があった。それに加えて、バックグラウンドや内輪の不一致もあって、計画されていた第四回展は実現の見込みがなくなった、と、リヒャルト・ライヒェ（Richart Reiche, 1876 - 1943）に宛てられたヴェレフキンの手紙の中で述べられている。リヒャルト・ライヒェは、当時のバルメン、現在のヴッパータル市区の芸術協会の長であった。最終的に不和の拡大により、ヴェレフキンとヤウレンスキーは同年の終わりにミュンヘン新芸術家協会を後にした。この時点から数年の間、一応協会は存続していたが、実質的には書類上だけの存在となってしまった。1920年の初めに、エルプスレーによってミュンヘン新芸術家協会は正式にミュンヘン市の協会登記簿から抹消された。

## メンバーのポートレート抄録

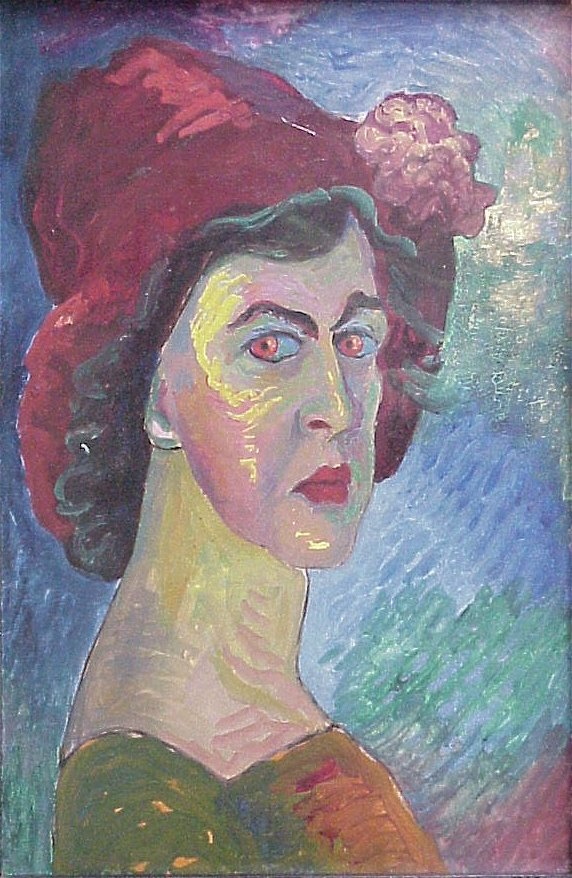
マリアンネ・フォン・ヴェレフキン、「自画像」、1910年
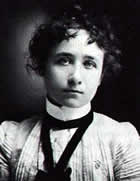
ガブリエレ・ミュンター、1900年
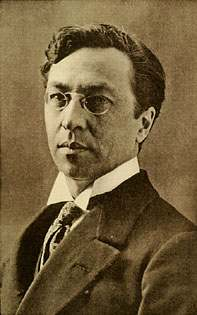
ヴァシリー・カンディンスキー
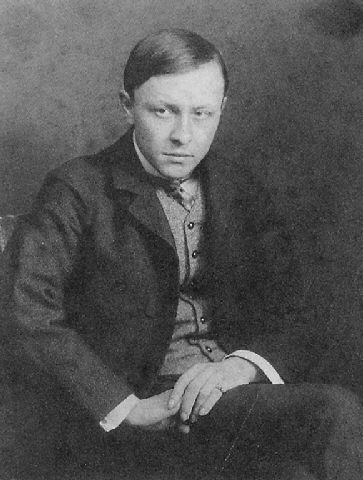
アルフレート・クビン、1904年
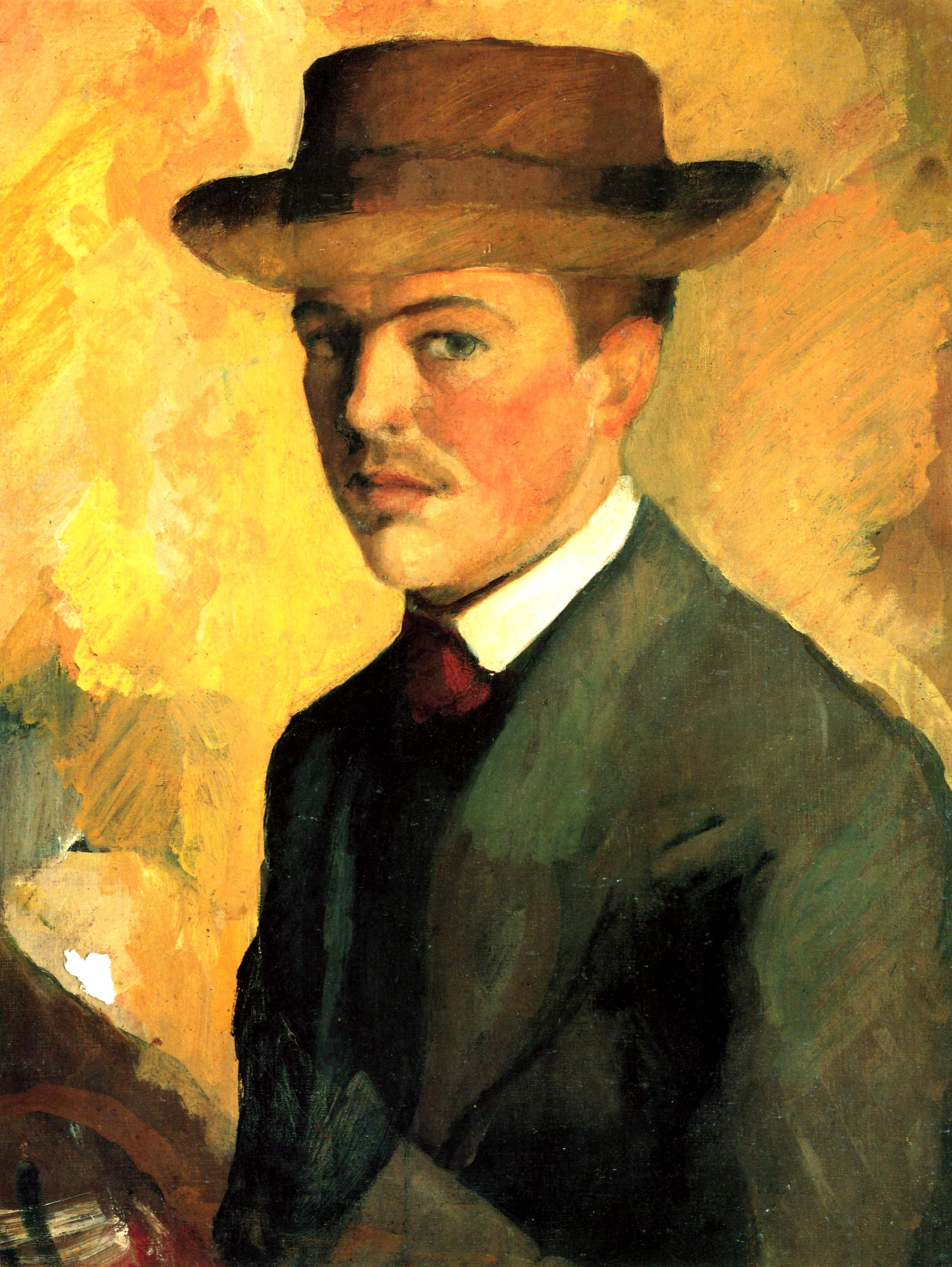
アウグスト・マッケ、「自画像」、1909年

### イズム・芸術運動
- フォーヴィスム
- 表現主義
- キュビスム
- 青騎士

### 人物
- マリアンネ・フォン・ヴェレフキン
- ヴァシリー・カンディンスキー

### 都市
- ミュンヘン
- パリ